# Saint-Jean-de-Vals
Saint-Jean-de-Vals è un comune francese di 70 abitanti situato nel dipartimento del Tarn nella regione dell'Occitania.

## Società

### Evoluzione demografica
Abitanti censiti